# Liste der Baudenkmale in Frankfurt (Oder) (Außenbereiche)
In der Liste der Baudenkmale in Frankfurt (Oder) (Außenbereiche) sind alle Baudenkmale in den Ortsteilen der Stadt Frankfurt (Oder) aufgelistet. Grundlage ist die Veröffentlichung der Landesdenkmalliste mit dem Stand vom 31. Dezember 2021. Die Baudenkmale im Kerngebiet der Stadt sind in der Liste der Baudenkmale in Frankfurt (Oder) aufgeführt.

## Legende
In den Spalten befinden sich folgende Informationen:
- ID-Nr.: Die Nummer wird vom Brandenburgischen Landesamt für Denkmalpflege vergeben. Ein Link hinter der Nummer führt zum Eintrag über das Denkmal in der Denkmaldatenbank. In dieser Spalte kann sich zusätzlich das Wort Wikidata befinden, der entsprechende Link führt zu Angaben zu diesem Denkmal bei Wikidata.
- Lage: die Adresse des Denkmales und die geographischen Koordinaten. Link zu einem Kartenansichtstool, um Koordinaten zu setzen. In der Kartenansicht sind Denkmale ohne Koordinaten mit einem roten beziehungsweise orangen Marker dargestellt und können in der Karte gesetzt werden. Denkmale ohne Bild sind mit einem blauen bzw. roten Marker gekennzeichnet, Denkmale mit Bild mit einem grünen beziehungsweise orangen Marker.
- Bezeichnung: Bezeichnung in den offiziellen Listen des Brandenburgischen Landesamtes für Denkmalpflege. Ein Link hinter der Bezeichnung führt zum Wikipedia-Artikel über das Denkmal.
- Beschreibung: die Beschreibung des Denkmales
- Bild: ein Bild des Denkmales und gegebenenfalls einen Link zu weiteren Fotos des Baudenkmals im Medienarchiv Wikimedia Commons

## Allgemein
| ID-Nr.   | Lage   | Bezeichnung | Beschreibung | Bild |
| -------- | ------ | --- | ------------ | ---- |
| 09110294 | (Lage) | Satzung der Stadt Frankfurt (Oder) über die Unterschutzstellung des Denkmalbereiches „Straßenangerdorf Hohenwalde“ (Denkmalbereichssatzung Straßenangerdorf Hohenwalde) |              | BW   |

## Baudenkmale in den Ortsteilen

### Booßen
| ID-Nr.   | Lage                                 | Bezeichnung                                                 | Beschreibung | Bild                           |
| -------- | ------------------------------------ | ----------------------------------------------------------- | --- | ------------------------------ |
| 09110229 | (Lage)                               | Bismarck-Säule, auf dem Großen Kapberg                      | aufgestellt zwischen 1900 und 1925 | weitere Bilder                 |
| 09110230 | Am Ehrenmal (Lage)                   | Sowjetischer Ehrenfriedhof                                  | eingerichtet 1946/47 | weitere Bilder                 |
| 09110250 | Bahnhofsweg 3 (Lage)                 | Bahnhofsempfangsgebäude mit Dienstwohnung und Toilettenhaus | Das Empfangsgebäude mit Dienstwohnung wurde 1911 bis 1912 erbaut. | weitere Bilder                 |
| 09110082 | Bergstraße 14 (Lage)                 | Gutshaus und Park                                           | erbaut 2. Hälfte 19. Jahrhunderts | weitere Bilder                 |
| 09110263 | Berliner Straße / Schulstraße (Lage) | Preußischer Viertelmeilenstein                              | aufgestellt vermutlich zwischen 1800 und 1806; umgesetzt 1872 | Preußischer Viertelmeilenstein |
| 09110179 | Berliner Straße 2 (Lage)             | Chausseehaus mit zwei Stallgebäuden                         | Das Chausseehaus wurde zwischen 1800 und 1825 erbaut. | weitere Bilder                 |
| 09110260 | Eduardspring 1 (Lage)                | Forstarbeiterhaus                                           | holzverschalter Holztafelbau, errichtet um 1910 | weitere Bilder                 |
| 09110081 | Schulstraße (Lage)                   | Dorfkirche                                                  | Die Dorfkirche, um 1250 als Wehrkirche gebaut, gehört zu den offenen Kirchen Brandenburgs. Um 1370 wurde das Langhaus angebaut und um 1480 um einen Kirchturm erweitert. Die Sakristei entstand um 1545. Im Dreißigjährigen Krieg wurde die Kirche bis auf die Umfassungsmauern zerstört. Im Jahr 1671 erfolgte der Wiederaufbau im Renaissancestil. In der zweiten Hälfte des 19. Jahrhunderts erhielt sie einen neuen Altar, eine neue Kanzel und eine Empore. Eine völlige Neugestaltung erfolgte 1961. Am 11. November 1962 wurde die Kirche durch den Generalsuperintendent Jacob aus Cottbus wieder eingeweiht. | weitere Bilder                 |
| 09110261 | Wulkower Straße (Lage)               | Friedhofskapelle                                            | | Friedhofskapelle               |

### Güldendorf
| ID-Nr.   | Lage                       | Bezeichnung                                                            | Beschreibung | Bild                                                                   |
| -------- | -------------------------- | ---------------------------------------------------------------------- | --- | ---------------------------------------------------------------------- |
| 09110248 | Am Zwickel 6 (Lage)        | Wohn- und Mühlenhaus der Vordermühle                                   | Fachwerkgebäude, Mitte 18. Jahrhundert | Wohn- und Mühlenhaus der Vordermühle                                   |
| 09110106 | Güldendorfer Straße (Lage) | Ehrenfriedhof für Kriegsgefangene und Zwangsarbeiter mehrerer Nationen | Der Ehrenfriedhof befindet sich am westlichen Ende des Friedhofes, er wurde 1975 angelegt. | Ehrenfriedhof für Kriegsgefangene und Zwangsarbeiter mehrerer Nationen |
| 09110108 | Kirchring 1 (Lage)         | Dorfkirche                                                             | Nach heutigen Erkenntnissen ist der Bau der Kirche auf die zweite Hälfte des 13. Jahrhunderts datiert und im frühgotischen Stil auf Findlingen gebaut. Der Kirchturm wurde im 15. Jahrhundert errichtet und 1773 umgebaut. Im Inneren fand sich noch die Gravur des Zimmermanns Gast. Die Glocken waren eine mittelalterliche schmucklose und eine von 1688, gegossen von George Hofmann aus Frankfurt (Oder). Die Orgeleinweihung erfolgte 1811. Ein Verwandter der Güldendorfer Familie Mädel, der Berliner Fabrikant Mädel, stiftete 1932 ein Mosaikgemälde, das den segnenden Christus darstellt, welches 1933 in die Ostwand eingefügt wurde. 1936 erfolgte der Bau einer Friedhofshalle. Die Kriegshandlungen des Zweiten Weltkrieges im Frühjahr 1945 überstand die Kirche weitestgehend. Nach einem Blitzschlag im Juni 1945, sie brannte unter Explosionen der dort gelagerten Munition völlig aus, erhielt das Kirchenschiff 1951/52 ein neues Dach. Im März 1952 wurde die Kirche durch den Superintendenten Günter Jacob geweiht. | weitere Bilder                                                         |
| 09110251 | Weinberge 53 (Lage)        | Wohnhaus                                                               | 1930 von Architekt Winkler, Planung 1928 | BW                                                                     |

### Hohenwalde
| ID-Nr.   | Lage                            | Bezeichnung                                                                    | Beschreibung | Bild                                                                           |
| -------- | ------------------------------- | ------------------------------------------------------------------------------ | --- | ------------------------------------------------------------------------------ |
| 09110119 | (Lage)                          | Straßenangerdorf Hohenwalde                                                    | | Straßenangerdorf Hohenwalde                                                    |
| 09110255 | Dorfstraße 9 (Lage)             | Stallspeicher eines Kleinbauern                                                | erbaut Ende des 19. Jahrhunderts | Stallspeicher eines Kleinbauern                                                |
| 09110252 | Dorfstraße 21 (Lage)            | Stallgebäude eines Mittelbauernhofs                                            | | Stallgebäude eines Mittelbauernhofs                                            |
| 09110110 | Dorfstraße 32 (Lage)            | Dorfkirche                                                                     | Die Kirche ist ein verputzter Rechteckbau mit Kirchturm und Walmdach. Der Bauherr war Ehrentreich von Röbel. Die Einweihung erfolgte 1607. 1784 wurde der Turm neu aufgebaut. Mit dem Einbau einer Orgel 1869 der Firma Sauer wurde die Inneneinrichtung der Kirche umgestaltet. Sie besitzt einen reich gestalteten Renaissance-Altar. | Dorfkirche                                                                     |
| 09110253 | Dorfstraße 47 (Lage)            | Zwei Stallspeicher eines Mittelbauernhofs                                      | | Zwei Stallspeicher eines Mittelbauernhofs                                      |
| 09110254 | Dorfstraße 66 (Lage)            | Stallspeicher und Feldsteinpflasterung des Kleinbauernhofs                     | | Stallspeicher und Feldsteinpflasterung des Kleinbauernhofs                     |
| 09110256 | Ernst-Senckel-Weg 60, 61 (Lage) | Doppelwohnhaus für Traktoristen                                                | Das Doppelwohnhaus wurde 1955 bis 1956 erbaut. | Doppelwohnhaus für Traktoristen                                                |
| 09110284 | Friedhofsweg 3a (Lage)          | Grabstätte Ernst Friedrich Gottlieb Senckel, auf dem Friedhof, Reihe 8, Grab 7 | Grabmal von Ernst Friedrich Gottlieb Senckel und seiner Frau Emma Schüttge | Grabstätte Ernst Friedrich Gottlieb Senckel, auf dem Friedhof, Reihe 8, Grab 7 |

### Kliestow
| ID-Nr.   | Lage                           | Bezeichnung                                          | Beschreibung | Bild                                                 |
| -------- | ------------------------------ | ---------------------------------------------------- | --- | ---------------------------------------------------- |
| 09110288 | Sandfurt (Lage)                | Ziegelbogenbrücke                                    | Im Jahr 1857 ging die Strecke der Ostbahn von Frankfurt nach Küstrin in Betrieb. In Kliestow überquerte die Strecke ein Seitental der Oder mittels einer Ziegelbogenbrücke. Nach Ende des Zweiten Weltkriegs wurde der Streckenabschnitt abgebaut, die Brücke blieb erhalten. Über sie verläuft heute ein Weg. | Ziegelbogenbrücke                                    |
| 09110264 | Berliner Chaussee (Lage)       | Preußischer Meilenstein, an der B 5                  | Die Inschrift lautet: "XI MEILEN BIS BERLIN" | Preußischer Meilenstein, an der B 5                  |
| 09110221 | Berliner Chaussee 76 (Lage)    | Gutshaus mit Park                                    | Gutshaus erbaut nach 1865 | Gutshaus mit Park                                    |
| 09110262 | Berliner Chaussee 84-85 (Lage) | Mehrfamilienhaus mit Nebengebäude für Grubenarbeiter | | Mehrfamilienhaus mit Nebengebäude für Grubenarbeiter |
| 09110162 | Lebuser Straße 1 (Lage)        | Gemeindehaus und Nebengebäude (heute Wohnhaus)       | Das Gebäude wurde 1913 als Gemeindehaus der evangelischen Kirchengemeinde Kliestow erbaut. Der Entwurf stammt vom Architekten und Kirchenbaurat Curt Steinberg. Der Gemeindesaal wurde nach dem Ersten Weltkrieg unter anderem als Dorfschule genutzt. Im Dachgeschoss wurden Wohnräume für die Lehrer eingebaut. Nach 1945 diente das Gebäude als Gemeindeschwesternstation und als Kindergarten. Nach 1984 stand es leer und wurde 1993 rekonstruiert und zu einem Wohnhaus für Behinderte umgebaut. | Gemeindehaus und Nebengebäude (heute Wohnhaus)       |
| 09110129 | Lebuser Straße 17 (Lage)       | Dorfkirche                                           | Die Dorfkirche, das älteste Bauwerk in Kliestow, wurde um 1300 als rechteckiger Feldsteinbau gebaut. Der Kirchturm, der der Breite des Langhauses vorgelagert ist, wurde aber erst Ende des 15. / Anfang des 16. Jahrhunderts errichtet. Die Turmspitze stammt aus der Zeit um 1600. Nachdem die Kirche im Dreißigjährigen Krieg von den Schweden erstürmt und geplündert wurde, erfolgte nach und nach der Aufbau, bis sie 1759 im Siebenjährigen Krieg erneut beschädigt wurde. Obwohl die SS im April 1945 die Friedhofshalle sprengte, überstand die Kirche den Zweiten Weltkrieg relativ unbeschadet. | weitere Bilder                                       |
| 09110103 | Winkelweg 2 (Lage)             | Wohnstallhaus                                        | erbaut in der 1. Hälfte 18. Jahrhunderts | Wohnstallhaus                                        |

### Lichtenberg
| ID-Nr.   | Lage                  | Bezeichnung                                                                            | Beschreibung | Bild                                                                                   |
| -------- | --------------------- | -------------------------------------------------------------------------------------- | --- | -------------------------------------------------------------------------------------- |
| 09110267 | Teichstraße 11 (Lage) | Zwei Stallspeicher und Durchfahrtsscheune mit Hofpflasterung eines Mittelbauerngehöfts | | Zwei Stallspeicher und Durchfahrtsscheune mit Hofpflasterung eines Mittelbauerngehöfts |
| 09110130 | Teichstraße 17 (Lage) | Dorfkirche (Ruine)                                                                     | Die Kirche ist vom Kern her ein frühgotischer Feldsteinbau. Das Kirchenschiff stammt aus der zweiten Hälfte des 13. beziehungsweise der ersten Hälfte des 14. Jahrhunderts. 1597 wurde der Turm umgebaut. Im Jahr 1697 stürzte der Kirchturm ein und wurde in der Folge wieder errichtet. Um 1700 erfolgte eine barocke Umgestaltung der Kirche. In den letzten Kriegstagen des Zweiten Weltkrieges 1945 wurde die Kirche zerstört. 1950 brach der Dachstuhl ein. Dessen Trümmer wurden zum Wiederaufbau anderer Häuser im Ort genutzt. Nachdem die Kirche mehrere Jahrzehnte leer stand, bemüht sich seit 2001 die Gemeinde von Lichtenberg um einen Wiederaufbau. | weitere Bilder                                                                         |

### Lossow
| ID-Nr.   | Lage                                        | Bezeichnung                                                                      | Beschreibung | Bild                                                                             |
| -------- | ------------------------------------------- | -------------------------------------------------------------------------------- | --- | -------------------------------------------------------------------------------- |
| 09110241 | Burgwallstraße 8 (Lage)                     | Gutsgetreidespeicher                                                             | erbaut 1895 | Gutsgetreidespeicher                                                             |
| 09110268 | Lindenstraße 10 (Lage)                      | Durchfahrtsscheune eines Mittelbauern                                            | | Durchfahrtsscheune eines Mittelbauern                                            |
| 09110132 | Lindenstraße 26a (Lage)                     | Dorfkirche (Ruine)                                                               | Im Lebuser Stiftregister wird 1405 erstmals die Kirche in Lossow erwähnt. Mit der Baufälligkeit 1741 plante der Kirchenpatron Adolph Friedrich von Beerfelde den Bau einer neuen Kirche, welcher 1746 vollendet wurde. 1759, im Siebenjährigen Krieg, erfolgte die Plünderung der Kirche durch russische Soldaten. Ein Blitzeinschlag am 13. Juli 1885 ließ den Glockenstuhl ausbrennen, die Glocken stürzten ab und zerbrachen. Noch im selben Jahr begann man mit dem Wiederaufbau des Turmes der 1886 abgeschlossen wurde. 1924 bekam die Kirche drei neue Glocken aus Apolda vom Rittergutbesitzer Herrn Simon geschenkt. Im Zweiten Weltkrieg wurde die Kirche 1945 stark beschädigt und brannte aus. In den 1950er-Jahren fingen erste Aufbauarbeiten an. Bauern spendeten Bauholz; der Turm erhielt ein Dach. Fördermittel sorgten 1995 für die Sanierung des Turmdaches und eines Teils der Kirchmauer. Mit einem Sicherungsnetz, welches 2005 über die Mauerkrone angebracht wurde, ist die Ruine heute begehbar. | weitere Bilder                                                                   |
| 09110265 | Platz der Einheit 1 (Lage)                  | Linker Stallspeicher eines Mittelbauernhofs                                      | | Linker Stallspeicher eines Mittelbauernhofs                                      |
| 09110266 | Platz der Einheit 5 (Lage)                  | Mittelbauerngehöft, bestehend aus Wohnhaus, Stallspeicher und Durchfahrtsscheune | | Mittelbauerngehöft, bestehend aus Wohnhaus, Stallspeicher und Durchfahrtsscheune |
| 09110270 | Platz der Einheit 12, Lindenstraße 9 (Lage) | Zwei Gutsarbeiterhäuser mit zugehörigem Nebengebäude Lindenstraße 9              | | Zwei Gutsarbeiterhäuser mit zugehörigem Nebengebäude Lindenstraße 9              |

### Markendorf
| ID-Nr.   | Lage                      | Bezeichnung                     | Beschreibung                                                                                 | Bild                            |
| -------- | ------------------------- | ------------------------------- | -------------------------------------------------------------------------------------------- | ------------------------------- |
| 09110139 | Hasenwinkel 4 (Lage)      | Feldsteinhaus                   | Das Feldsteinhaus wurde in der zweiten Hälfte des 19. Jahrhunderts als Gutsförsterei erbaut. | Feldsteinhaus                   |
| 09110134 | Müllroser Chaussee (Lage) | Eiskeller im einstigen Gutspark | erbaut in der 2. Hälfte des 18. Jahrhunderts als Eiskeller des Gutes                         | Eiskeller im einstigen Gutspark |

### Rosengarten
| ID-Nr.   | Lage                     | Bezeichnung                                                            | Beschreibung | Bild                                                                   |
| -------- | ------------------------ | ---------------------------------------------------------------------- | --- | ---------------------------------------------------------------------- |
| 09110244 | Pagramer Straße (Lage)   | Brücke der Ortsverbindungsstraße Rosengarten-Pagram über die Eisenbahn | 1913 erbaut, von 5 Pfeilern getragen, 115 Meter lang, im Jahre 2008 saniert | Brücke der Ortsverbindungsstraße Rosengarten-Pagram über die Eisenbahn |
| 09110223 | Hauptstraße 33a (Lage)   | Dorfkirche und Gefallenendenkmal                                       | Die Kirche ist eine neobarocke Saalkirche. Der Entwurf stammte vom Berliner Architekten und Hofbaumeister Gustav Hauer, Bauherr und Patronatsherr war der Gutsbesitzer Rudolf Schulz. Geweiht wurde die Kirche 1903; im gleichen Jahr erfolgte durch die Orgelbau-Werkstatt Sauer der Einbau einer Orgel, die über sechs Register verfügt. Die Fenster der Kirche bestehen aus farbiger Bleiverglasung. | Dorfkirche und Gefallenendenkmal                                       |
| 09110224 | Lindenplatz 8, 8a (Lage) | Dorfkrug mit Saalbau und Wirtschaftshof                                | Der Dorfkrug mit Saalbau und Wirtschaftshof wurde Ende des 19. Jahrhunderts erbaut. | Dorfkrug mit Saalbau und Wirtschaftshof                                |
| 09110140 | Siedlerplatz 2 (Lage)    | Gutshaus und Park                                                      | Das neobarocke Gutshaus des Gutsbesitzers Rudolf Schulz wurde 1898 fertiggestellt. Von 1946 bis Mitte 1993 wurde es als Kinderheim genutzt. Mangels Nutzung und Sanierung verfällt das Gebäude und ist wegen Einsturzgefahr gesperrt. Im Park stehen vor allem geschützte Stieleichen. | Gutshaus und Park                                                      |

## Ehemalige Baudenkmale
| ID-Nr. | Lage                         | Bezeichnung               | Beschreibung                                                                                    | Bild                                                                                                 |
| ------ | ---------------------------- | ------------------------- | ----------------------------------------------------------------------------------------------- | --- |
|        | Buschmühlenweg 57 (Lage)     | Gaststätte „Lindengarten“ | Die Gaststätte wurde in der 1. Hälfte des 19. Jahrhunderts erbaut und später umgebaut.          | Gaststätte „Lindengarten“                                                                            |
|        | Booßen Lebuser Weg 13 (Lage) | Aufsiedlergehöft          | Das Aufsiedlergehöft ist ein Eindachgehöft der Siedlungsgesellschaft „Eigene Scholle“ von 1936. | [[Vorlage:Bilderwunsch/code!/C:52.37704,14.490709!/D:Booßen Lebuser Weg 13, Aufsiedlergehöft!/\|BW]] |